# Karl Brugmann

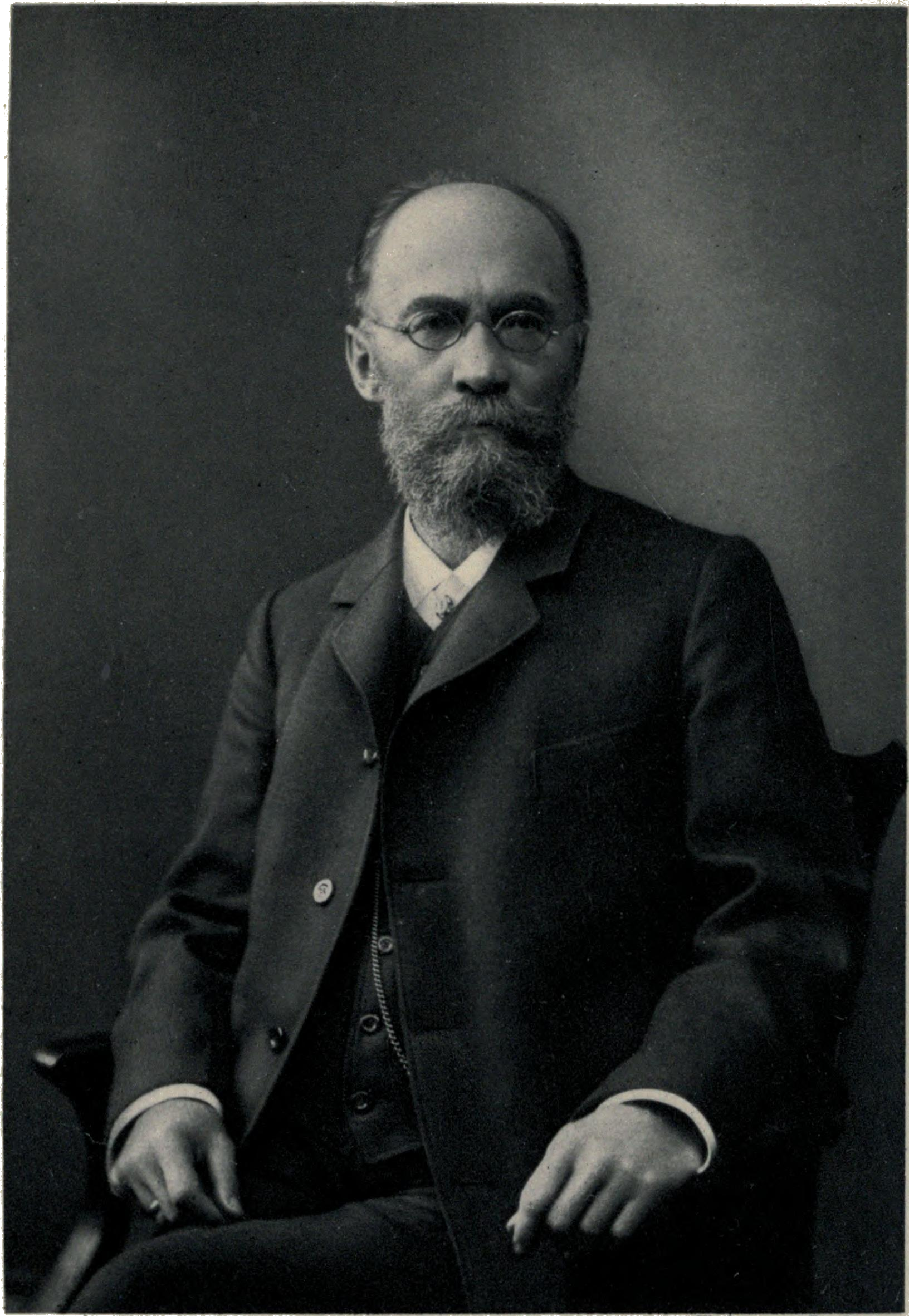
Karl Brugmann

Karl Friedrich Christian Brugman(n) (* 16. März 1849 in Wiesbaden; † 29. Juni 1919 in Leipzig) war ein deutscher Indogermanist und Sprachwissenschaftler.

## Leben

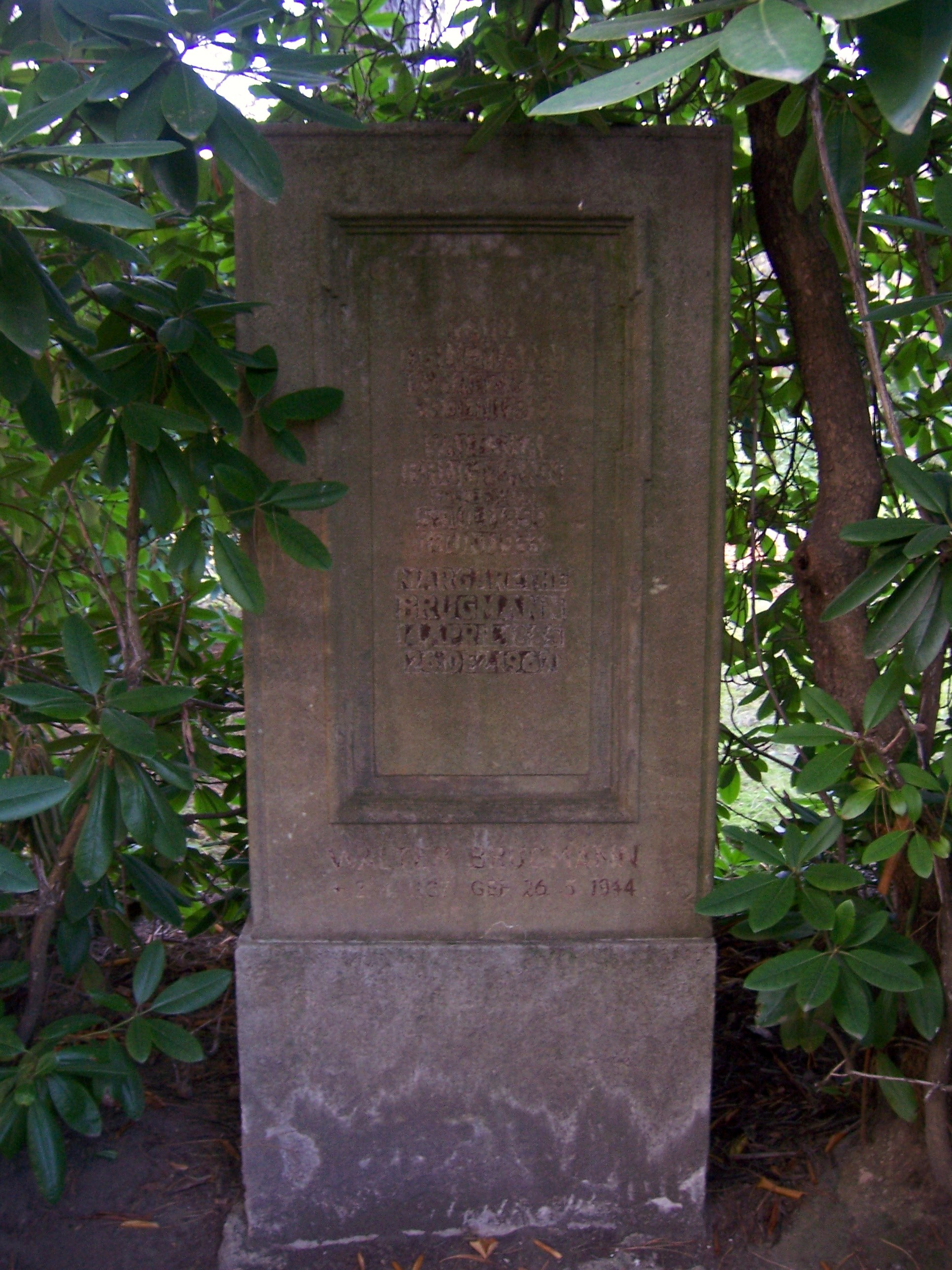
Grabstätte Karl Brugmanns und Angehöriger auf dem Südfriedhof in Leipzig

Brugmann wurde als Sohn eines Staatskassendirektors geboren.
Von 1867 bis 1871 studierte Brugmann in Halle (Saale) und Leipzig. Er wurde Mitglied des Klassisch-Philologischen Vereins Leipzig im Naumburger Kartellverband. Die Promotion erfolgte 1871 in Leipzig; das Staatsexamen legte er 1872 ebenda ab. Sein Lehrer war Georg Curtius. Es folgte eine Zeit im Schuldienst in Wiesbaden und an der Nikolaischule in Leipzig. 1877 wurde er in Leipzig habilitiert. 1882 wurde er außerordentlicher Professor in Leipzig und 1884 Ordinarius für Vergleichende Sprachwissenschaft an der Universität Freiburg im Breisgau. 1887 folgte er einem Ruf nach Leipzig, wo er Indogermanische Sprachwissenschaft lehrte und 32 Jahre lang eine außerordentliche Produktivität an den Tag legte.
Brugmann vertrat das Prinzip der Ausnahmslosigkeit der Lautgesetze und gilt neben August Leskien als einer der wichtigsten Junggrammatiker.
1882 ehelichte er eine Tochter des Geheimen Justizrates Albert Friedrich Berner und wurde Vater von vier Kindern. Generalmajor a. D. Gerhard Brugmann war ein Enkel des Wissenschaftlers.

## Ehrungen
- 1882: Förderpreis der Bopp-Stiftung
- 1888: Ordentliches Mitglied der Sächsischen Akademie der Wissenschaften
- 1893: Korrespondierendes Mitglied der Russischen Akademie der Wissenschaften
- 1895: Korrespondierendes Mitglied der Bayerischen Akademie der Wissenschaften
- 1899: Aufnahme in die Königliche Gesellschaft der Wissenschaften in Uppsala
- 1901: Auswärtiges Mitglied der Königlich Dänischen Akademie der Wissenschaften

## Schriften (Auswahl)
- mit Berthold Delbrück: Grundriß der vergleichenden Grammatik der indogermanischen Sprachen (5 Bände).
- Die syntax des einfachen satzes im indogermanischen (1925).
- mit Hermann Osthoff: Morphologische Untersuchungen auf dem Gebiete der indogermanischen Sprachen (6 Bände).
- mit Wilhelm Streitberg Begründer der Zeitschrift Indogermanische Forschungen.